# Montoison
Montoison är en kommun i departementet Drôme i regionen Auvergne-Rhône-Alpes i sydöstra Frankrike. Kommunen ligger i kantonen Crest-Nord som tillhör arrondissementet Die. År 2022 hade Montoison 1 935 invånare.

## Befolkningsutveckling
Antalet invånare i kommunen Montoison
Referens:INSEE